# Uphusen (Achim)

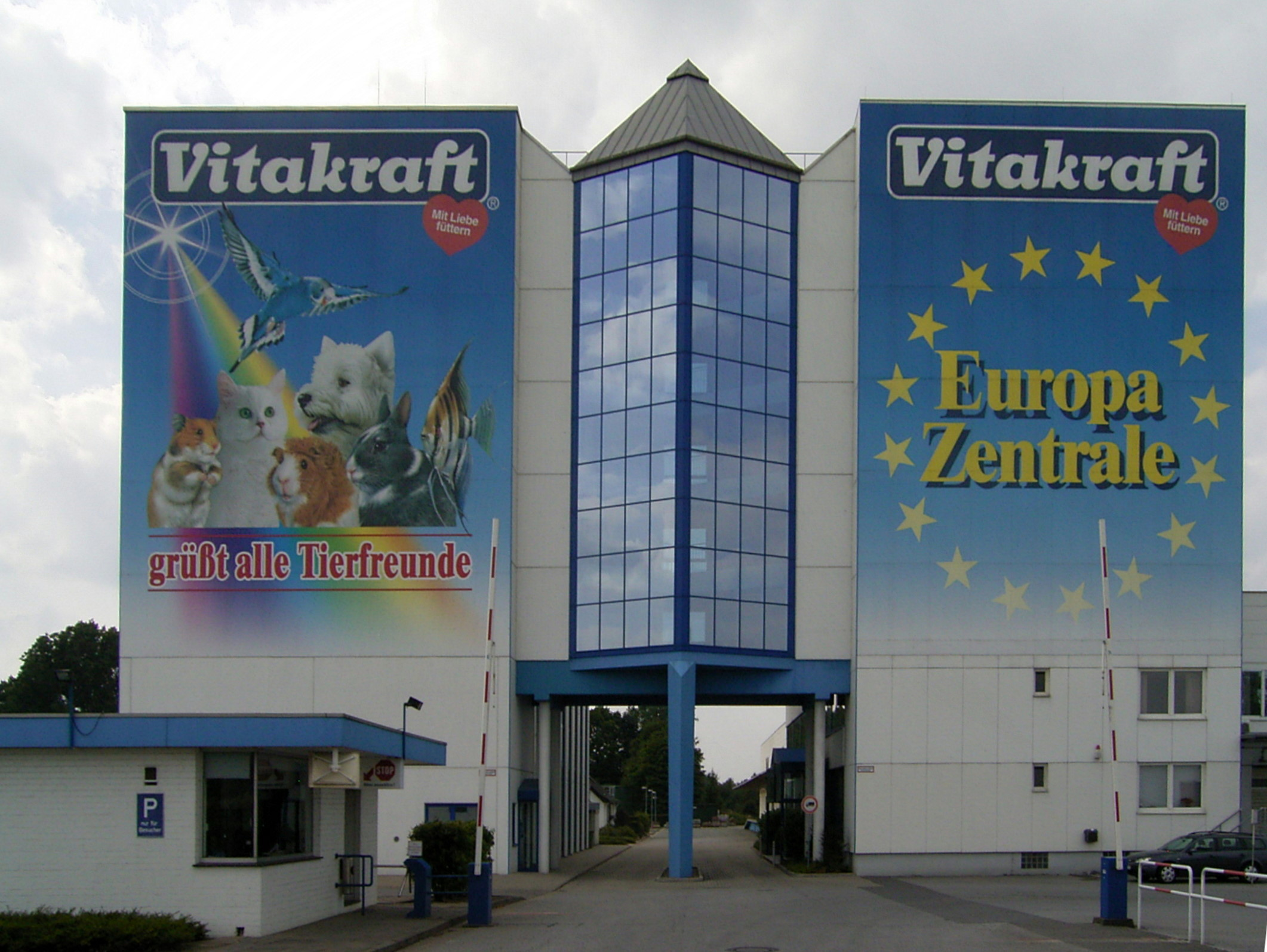
Europa-Zentrale Vitakraft im Gewerbegebiet Bremer Kreuz in Achim-Uphusen

Uphusen ist ein Ortsteil der niedersächsischen Stadt Achim im Landkreis Verden.

## Geografie
Am westlichen Ortsrand verläuft die A 1 mit der Ausfahrt Uphusen/HB-Mahndorf. Östlich von Uphusen liegt das 56 Hektar große Naturschutzgebiet Sandtrockenrasen Achim.

## Geschichte
Der Name Uphusen könnte von einer dort früher lebenden Familie namens „Ubbo“ stammen, genaue Quellen dazu gibt es nicht. Das Ministerialen-Geschlecht der Clüver hatte dort einen nach ihm benannten Sitz. Es besteht heute der Ortsnamen Clüverswerder, das frühere Sehekampswerder.
Vorgeschichtliche Funde weisen auf eine Besiedlung in der Bronzezeit vor etwa 3000 Jahren. Die erste Erwähnung des Dorfes von 1339 (andere Quellen 1230) stand im Zusammenhang mit einer damals bestehenden Jakobi-Kapelle.
Uphusen gehörte bis zum 20. Jahrhundert zum Kirchspiel Arbergen in dem auch Bollen, Mahndorf und Hemelingen waren. Das Dorf entwickelte sich an der ehemals bedeutenden Straße von Verden nach Bremen.

1871 wurde die Windmühle Uphusen gebaut. 1937 wurde die Freiwillige Feuerwehr Uphusen gegründet.
Am 1. Juli 1972 wurde Uphusen in die Stadt Achim eingegliedert. Bei Ausgrabungen im Rahmen des Baues der NEL-Pipeline („Pipeline-Archäologie“) wurde bei Uphusen ein goldener Fingerring mit einer blauen Perle aus dem 4. bis 7. Jahrhundert gefunden.

## Sehenswürdigkeiten
- Wohn- und Wirtschaftsgebäude Im Dorfe 3 von 1802
- Windmühle Uphusen

## Vereine
Neben dem 1920 gegründeten Schützenverein Uphusen gibt es noch als einzigen Sportverein des Stadtteils den Turnerbund Uphusen. Dieser ist besonders für seine zurzeit in der Oberliga Niedersachsen spielende Fußball-Mannschaft, als auch für seine Floorball-Mannschaft bekannt. Letztere spielt unter dem Namen TB Uphusen Vikings und wurde im Jahr 2005 mit der Mixed-Mannschaft deutscher Meister.